# Mesenchytraeus solifugus

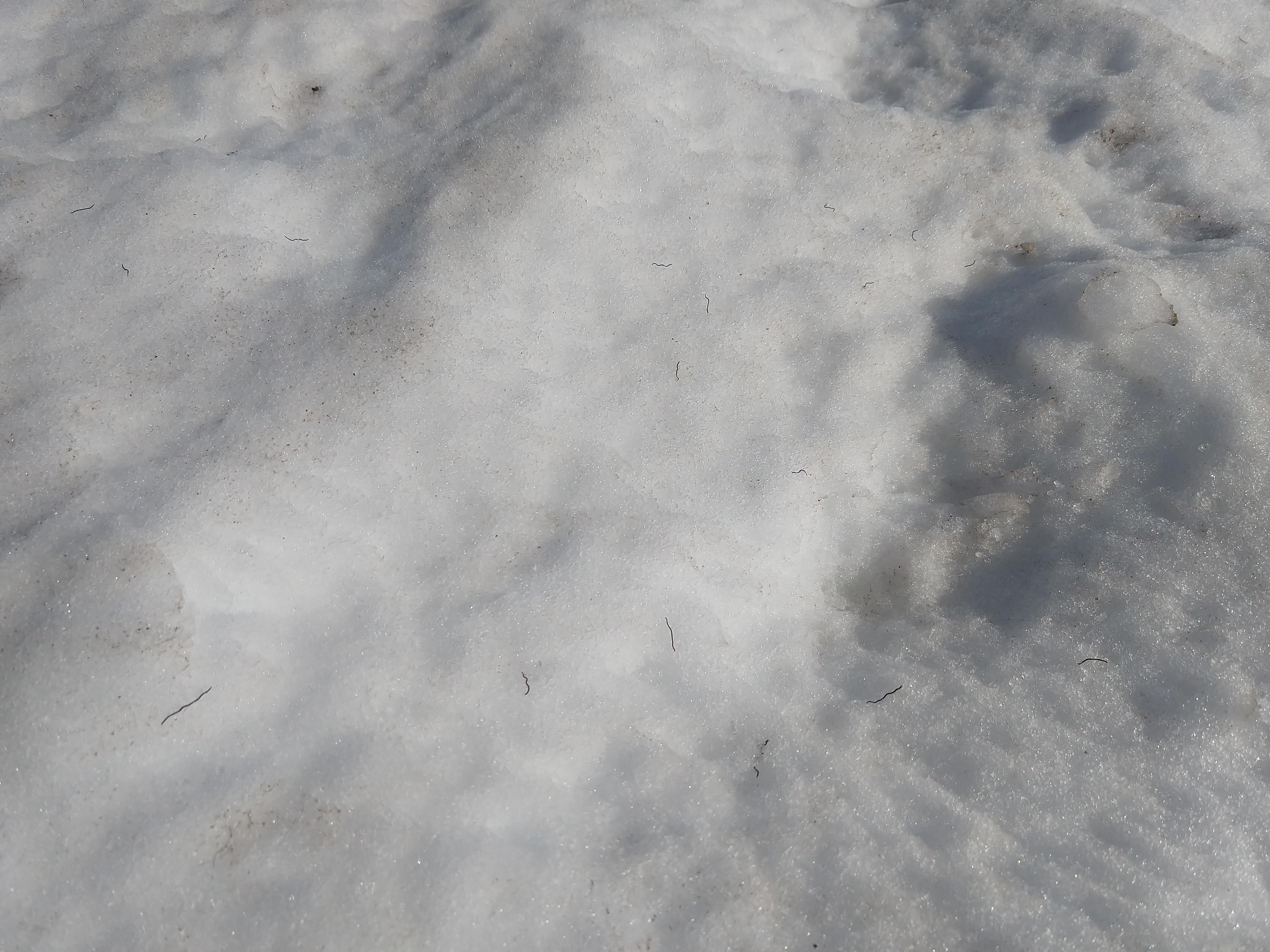
M. solifugus auf dem Nisqually-Gletscher, Mount Rainier

Mesenchytraeus solifugus ist ein Wurm, der zu den Ringelwürmern gehört. Er wird aufgrund seines Lebensraums auch Eiswurm genannt. Neben dem im Südosten Tibets verbreiteten Sinenchytraeus glacialis ist es der einzige bekannte Ringelwurm, der an ein Leben auf dem Eis angepasst ist.

## Merkmale
Mesenchytraeus solifugus ist ein brauner bis schwarzer, stark pigmentierter Wurm, der eine Länge von ca. 15 mm und einen Durchmesser von ca. 0,5 mm erreicht. Je nach Länge besteht sein Körper aus 30 bis 50 Segmenten, einzelne Berichte sprechen von bis zu 60 Segmenten. Am Vorderende befinden sich viele sensorische Strukturen, die eine bauchseitig orientierte Mundöffnung umgeben. Ab dem zweiten Segment befinden sich Chaetae, die in parallelen Reihen, zwei Reihen bauchseitig und zwei rückenseitig, bis zum Hinterende angeordnet sind. Im ersten Körperdrittel ist der Abstellwinkel der Chaetae zum Hinterende hin ausgerichtet, in den beiden hinteren Dritteln ist eine Ausrichtung zum Vorderende hin erkennbar, während beispielsweise bei Enchytraeus albidus, einem Wurm derselben Familie, alle Chaetae zum Hinterende orientiert sind.
Mesenchytraeus solifugus ist bei Temperaturen um den Gefrierpunkt am aktivsten. Die Temperaturtoleranz liegt zwischen ± 7 °C um den Gefrierpunkt. Steigt die Temperatur, so wird er lethargisch und bei über 10 °C stirbt er; der Kadaver beginnt sich bei Temperaturen über 20 °C zu zersetzen, weil sich die Membranen verflüssigen.

## Verbreitung und Lebensraum
Mesenchytraeus solifugus lebt im Eis der Gletscher der südlichen Küstenregion Alaskas bis in die Küstenregion British Columbia, der Kaskadenkette in Washington bis zu den Three Sisters in Oregon. Auf Gletschern im Inland, beispielsweise in den Rocky Mountains, wurde die Art nicht nachgewiesen. Sie wird in eine nördliche, eine zentrale und eine südliche Population unterteilt, zwischen denen sich größere genetische Unterschiede zeigen und kein genetischer Austausch stattfindet. Möglicherweise wurden die Eiswürmer durch Vögel auf die verschiedenen Gletschergebiete verteilt.
Sie können im Gletschereis pro Tag mehrere Fuß vordringen. Sobald die Oberfläche am Nachmittag schattig wird, zeigen sich die Würmer dort und am Abend können sie die Schneeoberfläche nahezu bedecken. Die Populationsdichte ist ortsabhängig. In Alaska liegt sie bei 100–200 pro Quadratmeter; die Rekorddichte am Suiattle-Gletscher lag bei ca. 2600 Exemplaren pro Quadratmeter.
Der Eiswurm ist eine von zwei bekannte Arten der Ringelwürmer, die an ein Leben im Gletschereis angepasst ist. Der andere ist der im Südosten Tibets verbreiteten Sinenchytraeus glacialis. Vermutlich entwickelte Mesenchytraeus solifugus sich aus einem aquatischen Vorfahren, da die meisten Arten der Ordnung Tubificina, zu der auch der Eiswurm gehört, im Süßwasser überleben. Langfristig ist der Lebensraum der Eiswürmer durch das Abschmelzen der Gletscher bedroht.

## Ernährung
Der Wurm ernährt sich von Mikroorganismen, die im Eis von Gletschern leben, kann aber auch zwei Jahre ohne Nahrung auskommen. Seine Eigenschaften machen ihn für die US-Weltraumbehörde NASA interessant. Von ihnen verspricht sie sich Hinweise auf die Möglichkeit außerirdischen Lebens etwa auf dem Jupitermond Europa.